# Władimir Czebaturkin
Władimir Alejsandrowicz Czebaturkin, ros. Владимир Александрович Чебатуркин (ur. 23 kwietnia 1975 w Surgucie) – rosyjski hokeista, trener.

## Kariera zawodnicza
- / Kristałł Elektrostal (1991-1996)
  -  Kieramik Elektrougli (1994/1995)
  -  Kristałł 2 Elektrostal (1995/1996)
- Utah Grizzlies (1996-1997)
- Kentucky Thoroughblades (1997-1998)
- New York Islanders (1998, 1999-2000)
- Lowell Lock Monsters (1998-2000)
- Worcester IceCats (2000-2001)
- St. Louis Blues (2000-2001)
- Norfolk Admirals (2001-2002)
- Chicago Blackhawks (2001)
- Hartford Wolf Pack (2002-2003)
- Ak Bars Kazań (2003-2004)
  -  Ak Bars 2Kazań (2003/2004)
- Nieftiechimik Niżniekamsk (2004-2006)
- Nieftiechimik 2 Niżniekamsk (2005-2006)
- Amur Chabarowsk (2006-2008)
- Amur 2 Chabarowsk (2007-2008)
- Nieftiechimik Niżniekamsk (2008-2009)
- Nieftiechimik 2 Niżniekamsk (2008-2009)

Wychowanek Rubinu Tiumeń. Karierę rozwijał w Kristalle Elektrostal w lidze radzieckiej drugiego poziomu, a także rosyjskiej pierwszej i drugiej ligi. W drafcie NHL z 1993 został wybrany przez New York Islanders. W 1997 wyjechał do USA i od tego czasu przez siedem sezonów występował w rozgrywkach IHL, NHL i AHL. Po powrocie do ojczyzny od 2003 grał w klubach superligi rosyjskiej, równolegle także w pierwej lidze (trzecia klasa), a u kresu kariery także w KHL w jej premierowym sezonie 2008/2009.
W barwach WNP uczestniczył w turnieju mistrzostw świata do lat 17 edycji 1992. Potem w barwach Rosji brał udział w turniejach mistrzostw Europy juniorów do lat 18 edycji 1993, zimowej uniwersjady w 1993 oraz mistrzostw świata juniorów do lat 20 edycji 1995.

## Kariera trenerska
- Mytiszczinskije Atłanty (2011-2012), główny trener
- Atłant Mytiszczi (2012), asystent trenera
- Mytiszczinskije Atłanty (2012-2013), asystent trenera
- Awangard Omsk (2013-2014), asystent trenera
- CSKA Moskwa (2014-2018), asystent trenera
- Zwiezda Moskwa (2018-2021), asystent trenera
- CSKA Moskwa (2021-2023), asystent trenera

Po zakończeniu kariery został trenerem. Początkowo pracował w Mytiszczi, zarówno jako trener drużyny juniorskiej w rozgrywkach MHL, jak też w sztabie zespołu w KHL. Potem był asystentem w Awangardzie Omsk (sezon 2013/2014). Od połowy 2014 przez cztery sezony był zatrudniony w sztabie CSKA Moskwa. Od połowy 2018 był głównym trenerem zespołu farmerskiego dla CSKA, Zwiezdy Moskwa w rozgrywkach WHL. Z tej posady w drugiej połowie października 2021 został zwolniony i wszedł ponownie do sztabu CSKA. Odszedł stamtąd w połowie 2023.

## Sukcesy
Zawodnicze reprezentacyjne
- Srebrny medal mistrzostw Europy juniorów do lat 18: 1993
- Złoty medal zimowej uniwersjady: 1993
- Srebrny medal mistrzostw świata juniorów do lat 20: 1995

Zawodnicze klubowe
- Brązowy medal mistrzostw Rosji: 2004 z AK Barsem Kazań

Szkoleniowe klubu
- Puchar Nadziei: 2014 z Awangardem Omsk
- Złoty medal WHL: 2020 (uznaniowo) ze Zwiezdą Moskwa
- Puchar Kontynentu: 2015, 2016, 2017 z CSKA Moskwa
- Złoty medal mistrzostw Rosji: 2015, 2022 z CSKA Moskwa
- Srebrny medal mistrzostw Rosji: 2016, 2018 z CSKA Moskwa
- Puchar Otwarcia: 2015, 2022 z CSKA Moskwa
- Finał KHL o Puchar Gagarina: 2016, 2018 z CSKA Moskwa
- Puchar Gagarina: 2022 z CSKA Moskwa